# Rauer Kranzenzian
Der Raue Kranzenzian (Gentianella aspera), auch Rauer Enzian genannt, ist eine Pflanzenart aus der Gattung der Kranzenziane (Gentianella) in der Familie der Enziangewächse (Gentianaceae).

## Beschreibung

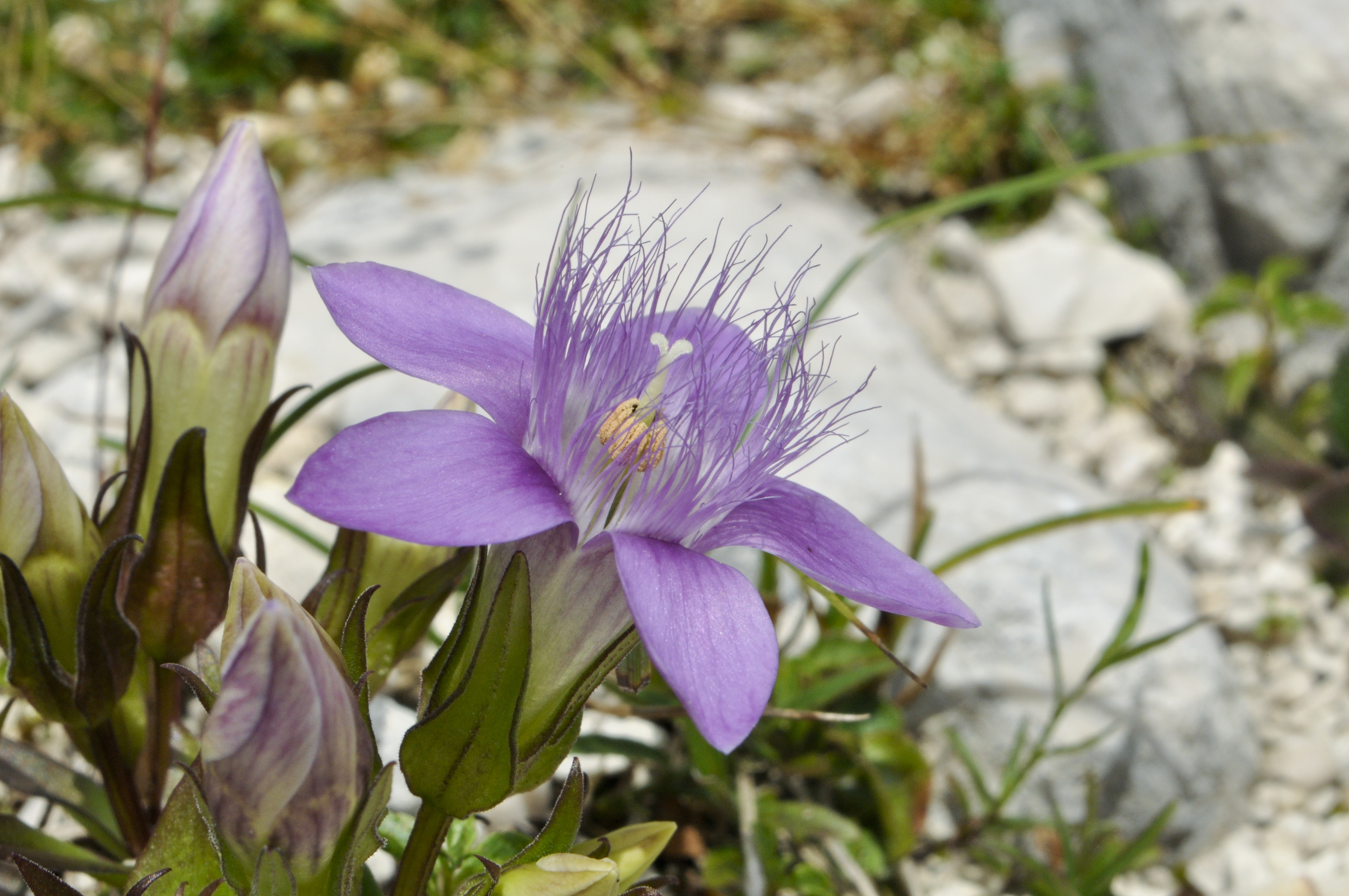
Blüte im Detail

### Vegetative Merkmale
Der Raue Kranzenzian ist eine zweijährige krautige Pflanze und erreicht Wuchshöhen von 5 bis 30 Zentimetern. Die Stängel sind einfach oder verzweigt. Die Stängelglieder sind kurz und wenig zahlreich (meist 3 bis 5).
Die gegenständigen Laubblätter sind in grundständigen Rosetten und am Stängel verteilt angeordnet. Die Grundblätter und unteren Stängelblätter sind eiförmig bis spatelförmig mit gerundetem oberen Ende. Die mittleren Stängelblätter sind dreieckig-eiförmig oder eilanzettlich und höchstens dreimal so lang als breit. Die oberen Stängelblätter sind gegen den Grund zu am breitesten und spitz. Sie sind am Rand und manchmal auch auf den Blattnerven oder nur am Mittelnerv kurz bewimpert.

### Generative Merkmale
Die Blütezeit reicht von Mai oder Juni bis September. Die Blüten sind in einem rispigen, manchmal trugdoldigen Blütenstand angeordnet.
Die zwittrigen Blüten sind radiärsymmetrisch und fünfzählig mit doppelter Blütenhülle. Die fünf Kelchblätter sind bis weniger als die Hälfte ihrer Länge verwachsen. Die Kelchröhre ist schmal geflügelt. Die Buchten zwischen den lanzettlichen Kelchzähnen sind spitz. Ein bis drei Kelchzipfel sind etwas breiter als die übrigen, einzelne sind länger als die Kronzipfel. Die Kelchzähne sind am schwach nach außen gerollten Rand und auf der Mittelrippe von 0,1 Millimeter langen Papillen rau. Die violetten oder lilafarbenen gefärbten Blütenkronen besitzen einen auffällig weißbärtige Schlund. Die Blütenkrone ist bis 4 Zentimeter lang. Die fünf Kronzipfel sind 5 bis 10 Millimeter breit. Der Fruchtknoten ist ziemlich lang gestielt.
Die Chromosomenzahl beträgt 2n = 36.

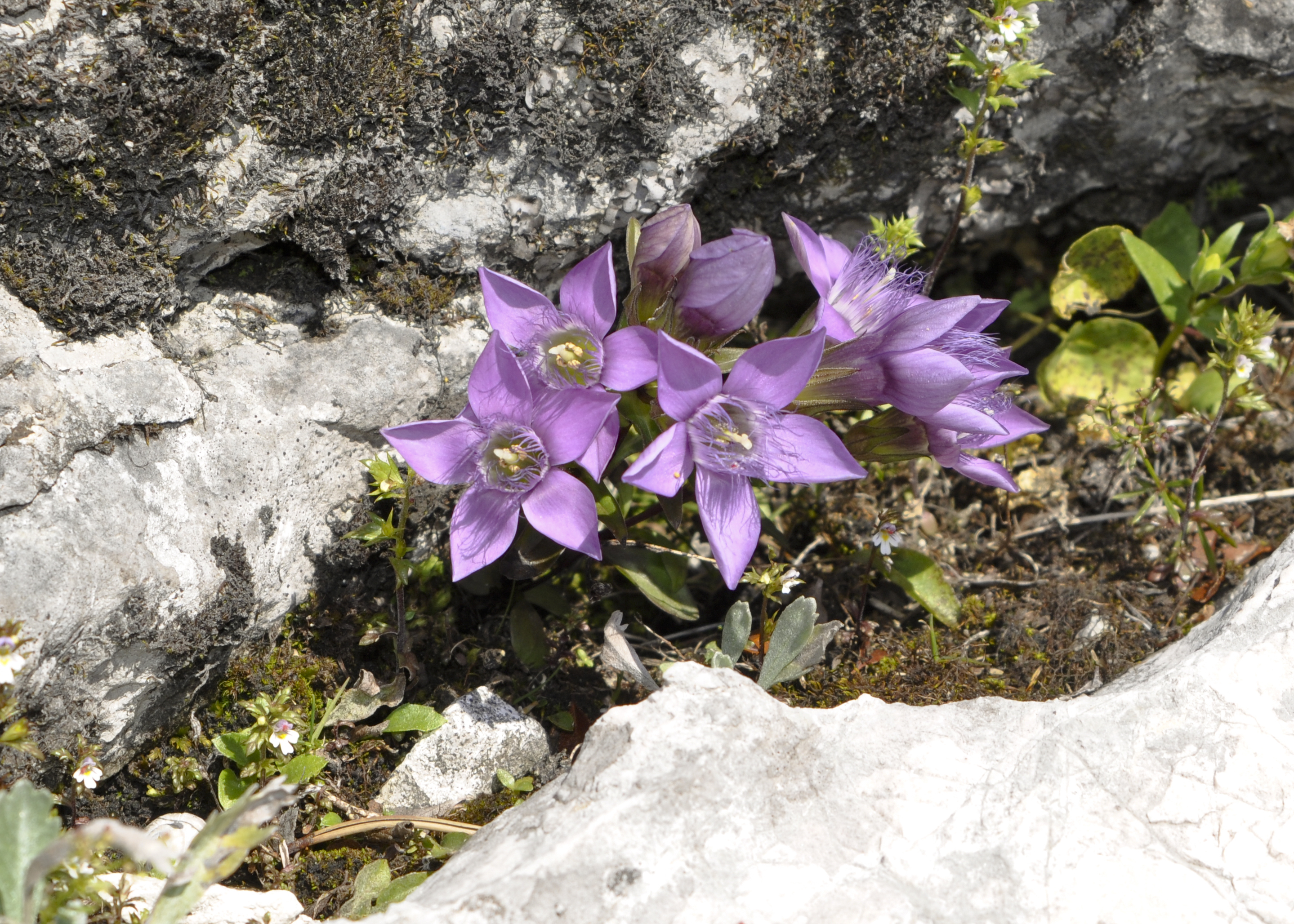
Habitus und Blüten im Habitat

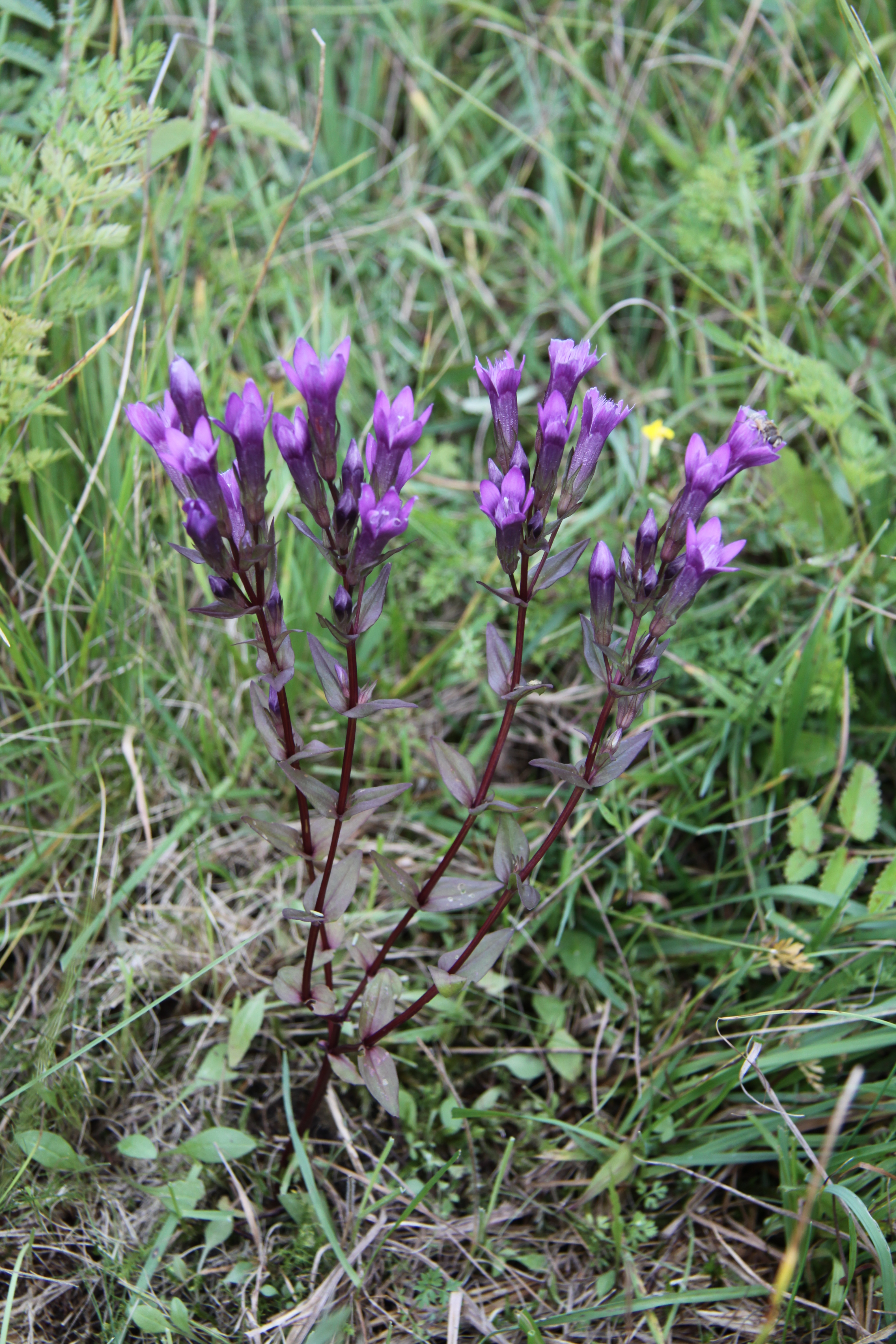
Habitus und Blüten im Habitat

## Vorkommen
Das Verbreitungsgebiet des Rauen Enzians umfasst die Ostalpen westwärts bis zum Gotthardmassiv. Es gibt Fundortangaben für die Länder Tschechien, Deutschland, Österreich, Liechtenstein, Schweiz und Slowenien.
In Österreich ist der Raue Kranzenzian häufig in den nördlichen Kalkalpen und in den Hohen Tauern; er fehlt in Wien und im Burgenland.
Er gedeiht in Höhenlagen von 700 bis 2500 Metern. In den Allgäuer Alpen steigt er in Bayern am Rauhhorn bis zu einer Höhenlage von 2200 Metern auf.
Standorte sind Böden, Schutt und Magerrasen, Halb- sowie Kalktrockenrasen. Der Raue Kranzenzian kommt in Mitteleuropa in den Pflanzengesellschaften der Verbände Mesobromion, Molinion oder der Ordnung Seslerietalia vor.
Die ökologischen Zeigerwerte nach Landolt et al. 2010 sind in der Schweiz: Feuchtezahl F = 2 (mäßig trocken), Lichtzahl L = 4 (hell), Reaktionszahl R = 4 (neutral bis basisch), Temperaturzahl T = 2+ (unter-subalpin und ober-montan), Nährstoffzahl N = 2 (nährstoffarm), Kontinentalitätszahl K = 3 (subozeanisch bis subkontinental).

## Taxonomie
Die Erstbeschreibung erfolgte 1839 unter dem Namen (Basionym) Gentiana aspera Hegetschw. & Heer durch Johannes Jacob Hegetschweiler und Oswald Heer in Flora der Schweiz, Seite 210. Die Neukombination zu Gentianella aspera (Hegetschw. & Heer) Skalický, Chrtek & J.Gill wurde 1966 durch Josef Dostál in Vladimír Skalický, Jindřich Chrtek und Jirí Gill: Preslia, Band 38, Seite 92 veröffentlicht.
Für Gentianella aspera (Hegetschw. & Heer) Dostál ex Skalický, Chrtek & J.Gill gibt es zahlreiche Synonyme: Gentiana aspera Hegetschw. & Heer, Gentiana sturmiana A.Kern. & Jos. Kern., Gentiana norica A.Kern. & Jos. Kern., Gentiana sturmiana A.Kern. & Jos. Kern., Gentiana amarella subsp. chlorifolia (Nees) Arcang., Gentiana amarella subsp. obtusifolia (Willd.) Arcang., Gentiana aspera Hegetschw. & Heer subsp. aspera, Gentiana aspera subsp. norica (A.Kern. & Jos. Kern.) Vollm., Gentiana aspera subsp. sturmiana (A.Kern. & Jos. Kern.) Vollm., Gentiana germanica subsp. obtusifolia (Willd.) Rouy, Gentiana polymorpha subsp. aspera (Hegetschw. & Heer) Dostál, Gentianella aspera subsp. norica (A.Kern. & Jos. Kern.) Dostál, Gentianella aspera subsp. sturmiana (A.Kern. & Jos. Kern) Skalický, Chrtek & J. Gill.